# Aldens
Aldens was een Amerikaans postorderbedrijf met eigen warenhuizen.

## Geschiedenis
Aldens werd in 1889 in Chicago opgericht door Benjamin J. Rosenthal onder de naam Chicago Mail Order and Millinery Company en werd op 15 december 1902 als juridisch bedrijf opgericht. Het bedrijf verkocht voornamelijk modekleding en accessoires voor vrouwen en mannen via zijn catalogus. 
In 1906 werd de naam veranderd in Chicago Mail Order Company.
In de jaren 1930 breidde het bedrijf zich uit door overnames: in 1935 kocht het de klantenbestanden van M.W. Savage Company uit Minneapolis; en in 1936 die van Hamilton Garment uit New York en DT Bohon uit Kentucky. Kort daarna begon Chicago Mail Order Company haar klanten een maandelijks betalingsplan aan te bieden, wat in feite neerkwam op het verlenen van krediet; en breidde hun assortiment uit met boeken, speelgoed en linnengoed. 
In 1938 breidden ze hun activiteiten uit met meubilair en huishoudelijke artikelen, en de omzet steeg tot $ 24 miljoen. 
In 1943 bouwden ze in Chicago een groot distributiecentrum met een vloeroppervlak van 64.000 m². In 1944 begonnen ze met het ontwikkelen van een winkelnetwerk, voornamelijk in het Middenwesten (dat uiteindelijk in 1959 werd uitgebreid tot 16 winkels). In 1947 was het bedrijf de vierde grootste postorderdistributeur in de Verenigde Staten met een omzet van $ 79,2 miljoen en veranderde het zijn naam in Aldens, Inc. In 1957 bedroeg de omzet $ 102,4 miljoen, had het bedrijf 4.795 werknemers en exploiteerdn ze catalogustelefoonwinkels in 68 steden.
In 1961 begonnen ze met de verkoop van levensverzekeringen via hun dochteronderneming, de John Alden Life Insurance Company. In 1964 kocht Gamble-Skogmo (dat eerder een belang van 46% in Aldens had gekocht) de resterende aandelen in het bedrijf, inclusief de levensverzekeringsafdeling. De catalogusactiviteiten werden in 1985 geliquideerd als onderdeel van de faillissementsprocedure voor Wickes Companies, dat in 1980 Gamble-Skogmo had gekocht.